# Juan José Elhuyar
Juan José Elhuyar, właśc. Juan José Elhuyar y de Suvisa (ur. 15 czerwca 1754 w Logroño, zm. 20 września 1796 w Bogocie w Kolumbii) – hiszpański chemik i mineralog.
Juan José Elhuyar wraz ze swoim bratem Faustem Elhuyarem odkryli w 1783 pierwiastek chemiczny – wolfram.